# Cladonia grayi
Cladonia grayi G. Merr. ex Sandst., 1929 è una specie di lichene appartenente al genere Cladonia, dell'ordine Lecanorales.
Il nome proprio deriva dal botanico americano Asa Gray (1810-1888), che compì numerose identificazioni di piante soprattutto nel parco californiano di Yosemite.

## Caratteristiche fisiche
Il sistema di riproduzione è principalmente asessuato, attraverso i soredi o strutture similari, quali ad esempio i blastidi. Il fotobionte è principalmente un'alga verde delle Trentepohlia, di preferenza una Trebouxia.

## Habitat
Questa è una specie olartica, alquanto rappresentativa nelle zone settentrionali dell'associazione vegetale C.pyxidata-chlorophaea. Rinvenuta su suoli ricchi di humus in spazi aperti e soleggiati, su suoli torbosi e su legni marcescenti. Predilige un pH del substrato da molto acido a valori intermedi fra molto acido e subneutro puro. Il bisogno di umidità è mesofitico.

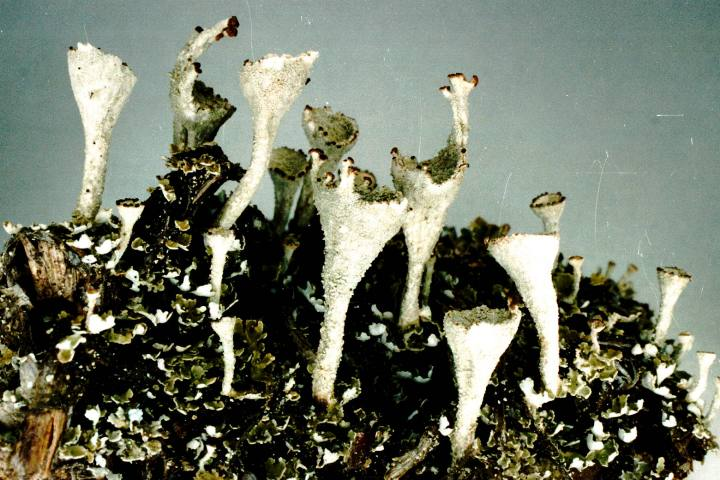
Cladonia grayi

## Località di ritrovamento
La specie è stata rinvenuta nelle seguenti località:
- USA (Delaware, Illinois, Indiana, Maine, New Jersey, Alabama, Distretto di Columbia, Michigan, Nebraska, Vermont, Virginia Occidentale, Rhode Island, Pennsylvania, Oklahoma, Louisiana, Iowa, Florida, Maryland, Texas, Missouri, Connecticut, Alaska, Massachusetts, Minnesota, New York, Washington, New Hampshire, Wisconsin, Hawaii);
- Canada (Manitoba, Ontario, Nuova Scozia, Isola del Principe Edoardo, Québec (provincia), Alberta, Yukon, Columbia Britannica, Nuovo Brunswick);
- Spagna (Cantabria, Castiglia e León);

- Germania (Renania-Palatinato);
- Brasile (Rio Grande do Sul);

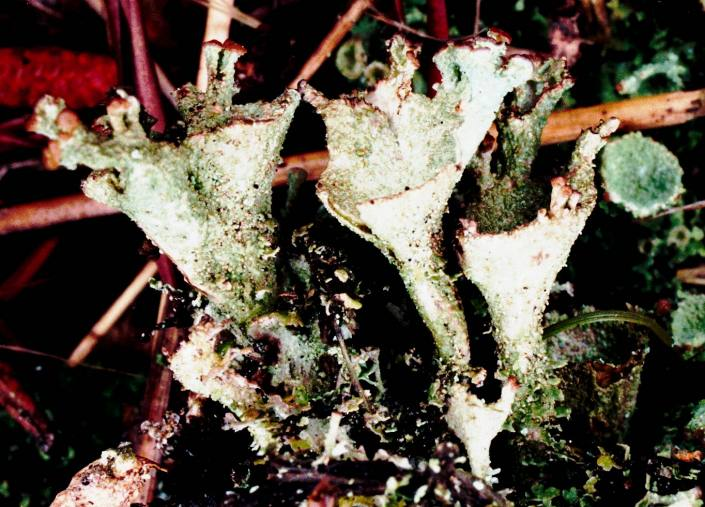
Cladonia grayi

- Argentina, Austria, Bhutan, Colombia, Corea del Sud, Danimarca, Estonia, Finlandia, Giappone, India, Lituania, Lussemburgo, Mongolia, Norvegia, Nuova Zelanda, Oceania, Paesi Bassi, Pakistan, Polonia, Repubblica Ceca, Spagna, Svezia, Uruguay, Venezuela.

In Italia questa specie di Cladonia è estremamente rara: 
- Trentino-Alto Adige, da rara sui monti ad estremamente rara nelle valli
- Valle d'Aosta, da rara sui monti ad estremamente rara nelle valli
- Piemonte, rara sui monti dell'arco alpino, da estremamente rara a non rinvenuta nel resto della regione

- Lombardia, non è stata rinvenuta

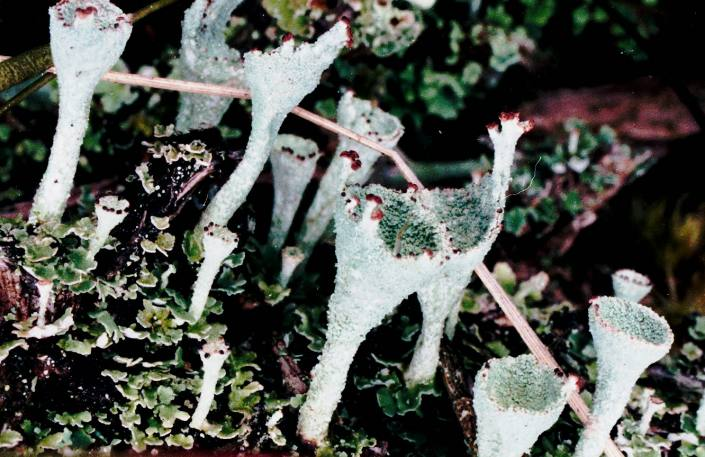
Cladonia grayi

- Veneto, rara sui monti a ridosso del confine con il Trentino e con il Friuli, non rinvenuta altrove
- Friuli, da abbastanza rara ad estremamente rara nella parte settentrionale
- Emilia-Romagna, non è stata rinvenuta
- Liguria, non è stata rinvenuta
- Toscana, estremamente rara lungo l'arco appenninico e nel grossetano

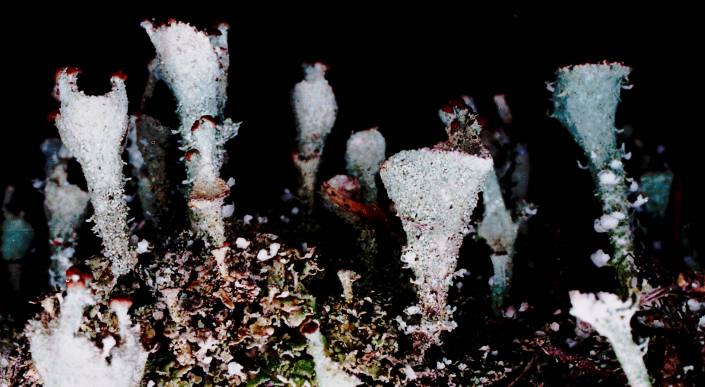
Cladonia grayi

- Umbria, non è stata rinvenuta
- Marche, non è stata rinvenuta
- Lazio, non è stata rinvenuta
- Abruzzi, non è stata rinvenuta

- Molise, non è stata rinvenuta
- Campania, non è stata rinvenuta
- Puglia, non è stata rinvenuta
- Basilicata, non è stata rinvenuta
- Calabria, non è stata rinvenuta
- Sicilia, non è stata rinvenuta
- Sardegna, non è stata rinvenuta.[2]

## Tassonomia
Questa specie è attribuita alla sezione Cladonia; a tutto il 2008 sono state identificate le seguenti forme, sottospecie e varietà:
- Cladonia grayi f. aberrans Asahina (1940).
- Cladonia grayi f. carpophora A. Evans (1938).
- Cladonia grayi f. centralis A. Evans (1944).
- Cladonia grayi f. fasciculata Trass (1963).
- Cladonia grayi f. grayi G. Merr. ex Sandst. (1929).
- Cladonia grayi f. lacerata A. Evans (1950).
- Cladonia grayi f. peritheta A. Evans (1944).
- Cladonia grayi f. prolifera Sandst. (1938).
- Cladonia grayi f. simplex Robbins (1938).
- Cladonia grayi f. squamulosa Sandst. (1931).

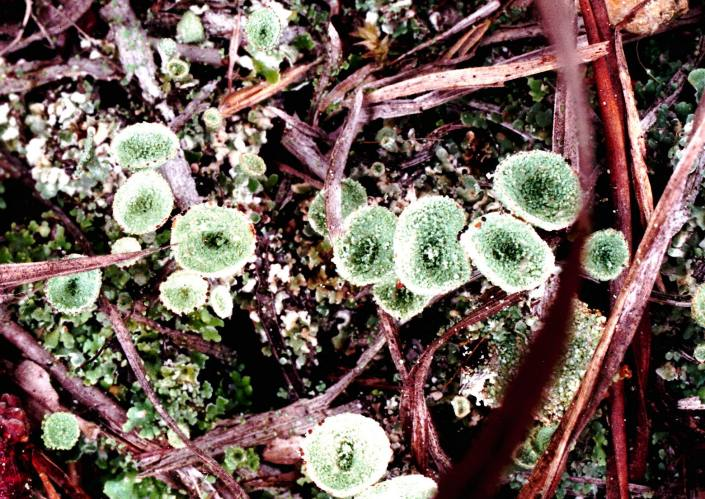
Cladonia grayi
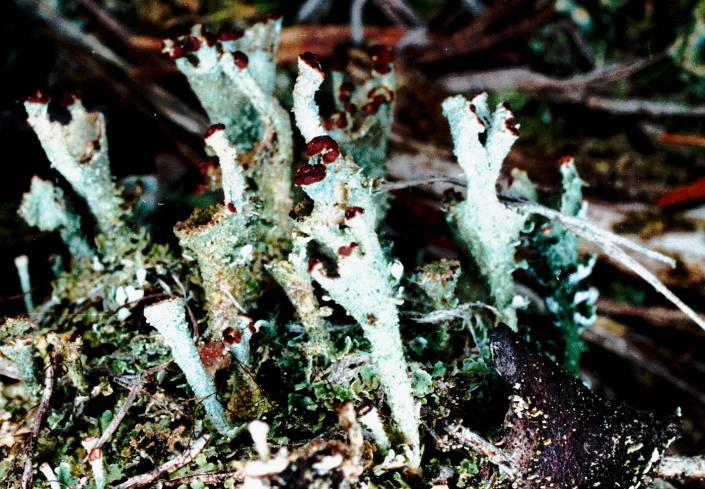
Cladonia grayi
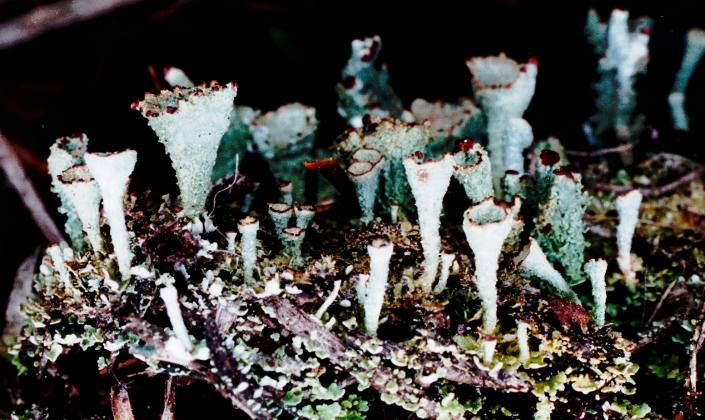
Cladonia grayi
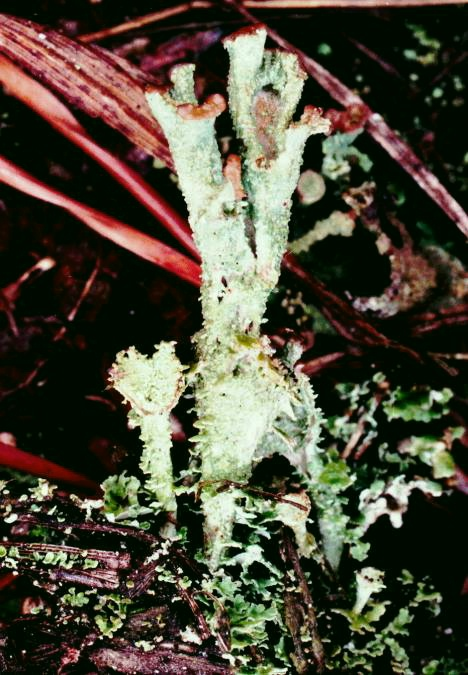
Cladonia grayi
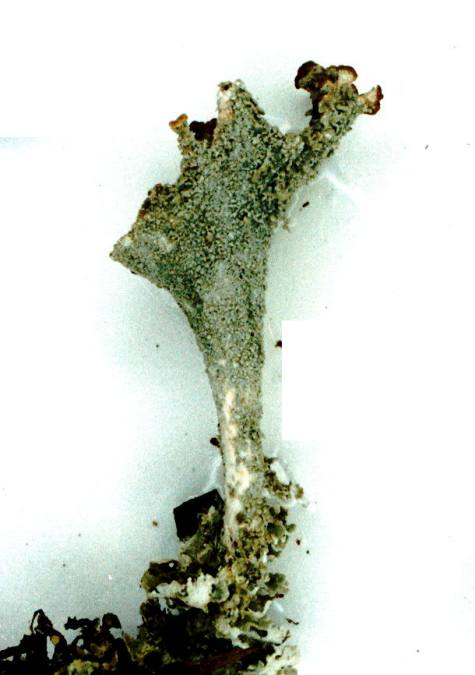
Cladonia grayi
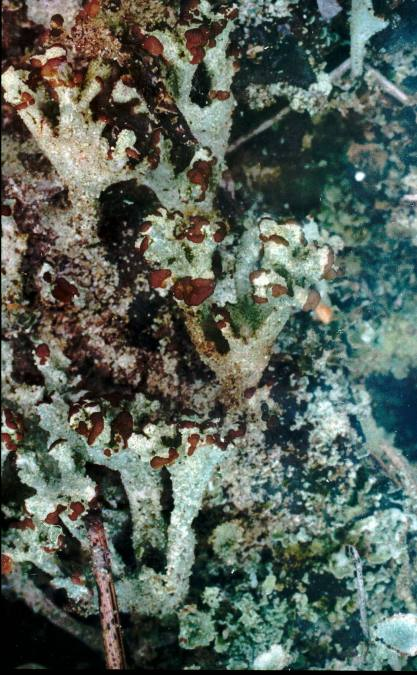
Cladonia grayi
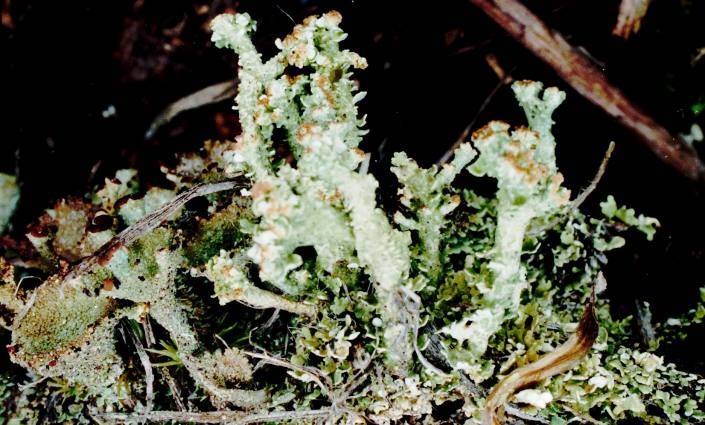
Cladonia grayi, morfotipo
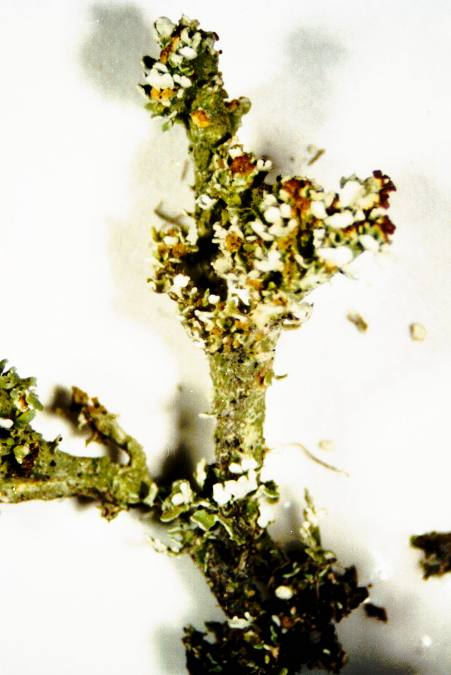
Cladonia grayi, morfotipo
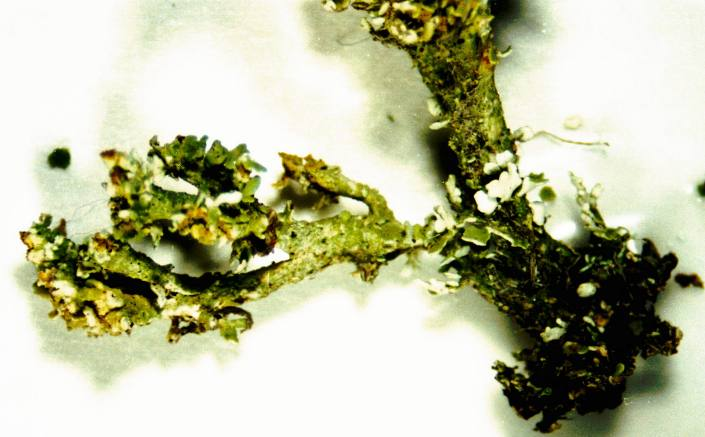
Cladonia grayi, morfotipo
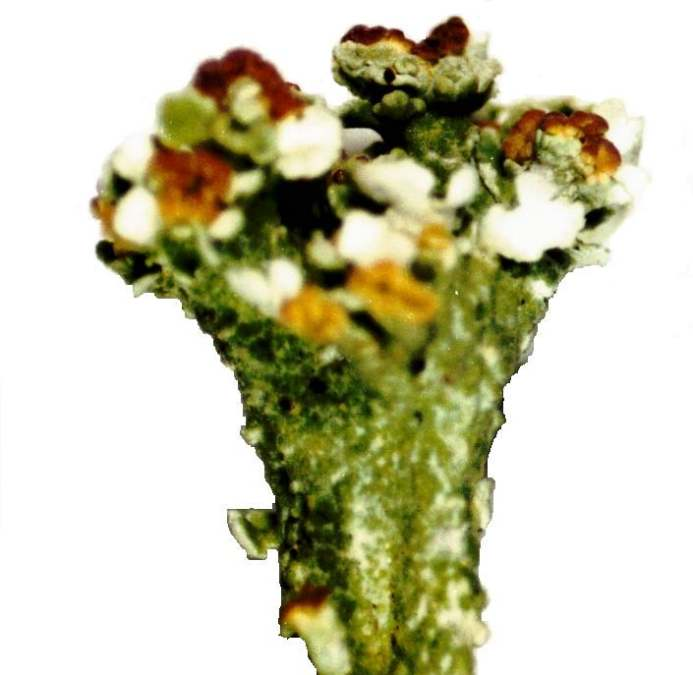
Cladonia grayi, morfotipo
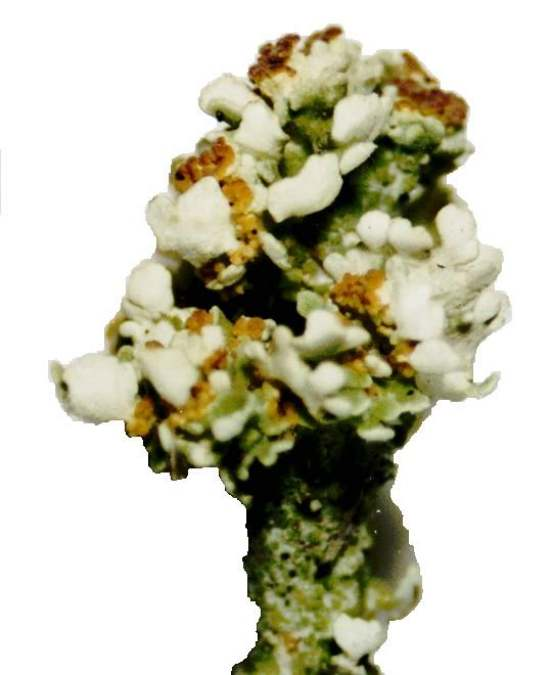
Cladonia grayi, morfotipo
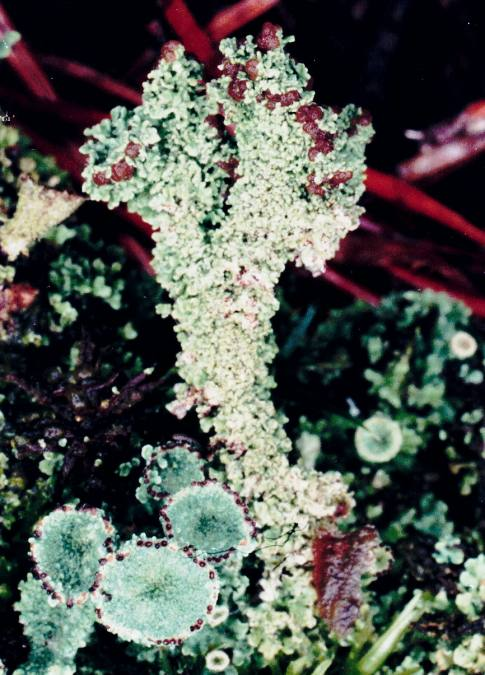
Cladonia grayi, morfotipo